# Loricaria parnahybae
Loricaria parnahybae és una espècie de peix de la família dels loricàrids i de l'ordre dels siluriformes. Va ser descrit per Franz Steindachner el 1907.

## Morfologia
Els mascles poden assolir fins a 16 cm de llargària total.

## Distribució geogràfica
Es troba a Sud-amèrica als rius costaners del nord-est del Brasil i la Guaiana Francesa.